# Are You Gonna Be My Girl
Are You Gonna Be My Girl è una canzone del gruppo musicale australiano Jet. Primo singolo estratto dal primo album Get Born del 2003, è il brano di maggiore successo della band. La canzone è spesso menzionata per le similarità con Lust for Life di Iggy Pop e Touch Me dei The Doors.